# Lantjchuti (distrikt)
Lantjchuti (georgiska: ლანჩხუთის მუნიციპალიტეტი, Lantjchutis munitsipaliteti) är ett distrikt i Georgien. Det ligger i regionen Gurien i den västra delen av landet, 240 km väster om huvudstaden Tbilisi.